# 澳門國際銀行
澳門國際銀行（英語：Luso International Banking）是一间成立于1974年的澳门商业银行，总行设于澳门苏亚利斯博士大马路四十七号的澳門國際銀行大廈。1985年，该行以资产注入方式参与筹建第一家中外合资银行——厦门国际银行，并成为其全资附属机构。2015年，该行顺利实现增资扩股，成为以澳门资本为主的澳门本土银行。2024年，澳门国际银行在成立50周年之际，再次增资，资本实力进一步增强。
截至2024年末，澳门国际银行境内外共有分支机构（分支行）20家，其中澳门地区共有分行（包括总行营业部）14家；内地有6家分支行。

## 歷史

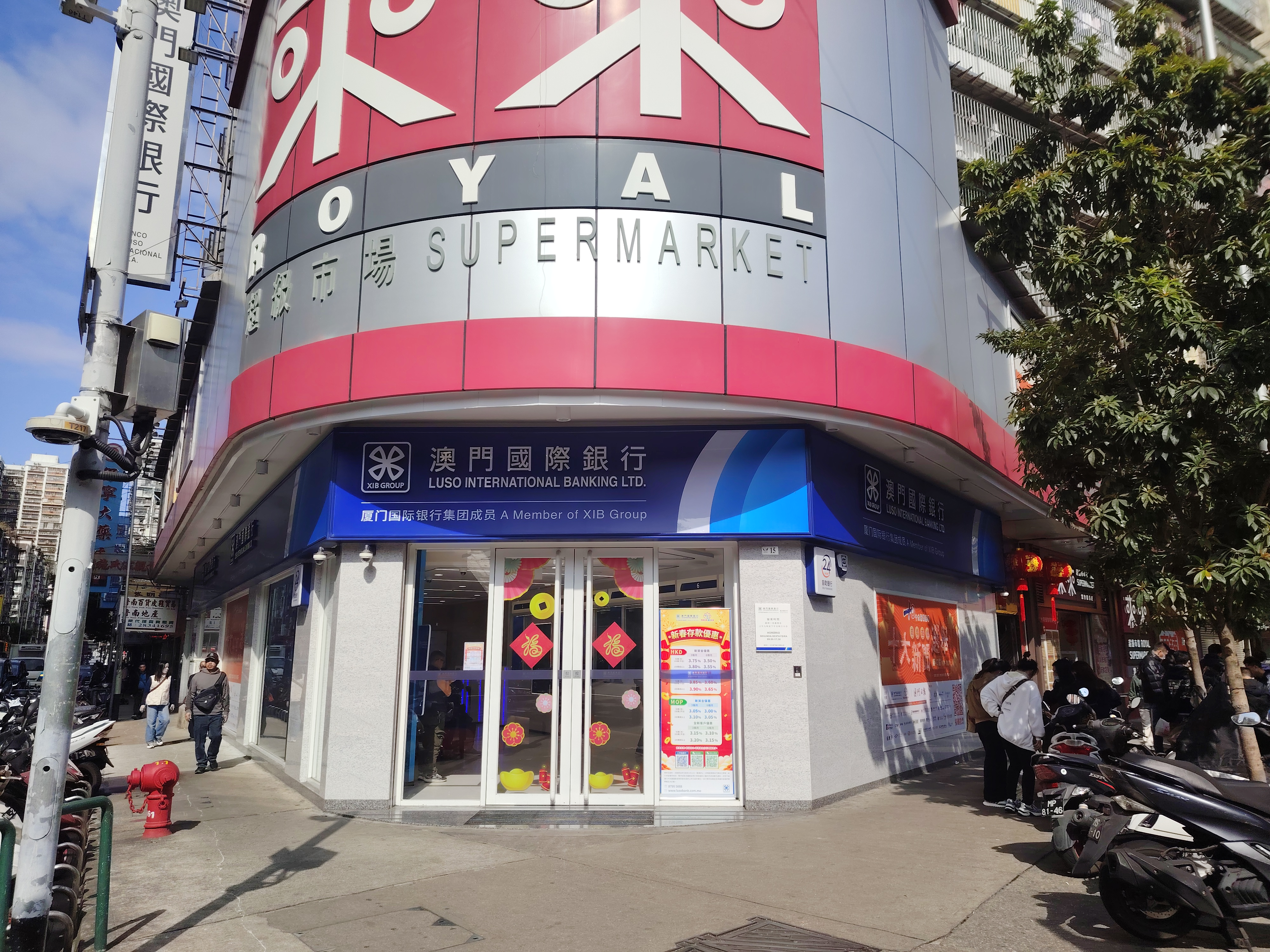
澳国行黑沙环分行，形象已与母行统一

澳門國際銀行前身为莫冠來經營的「奇珍银号」，1974年9月28日印尼银行家，香港泛印集团主席李文光收购奇珍银号，并改组为银行，1978年再改组为澳门国际银行有限公司。

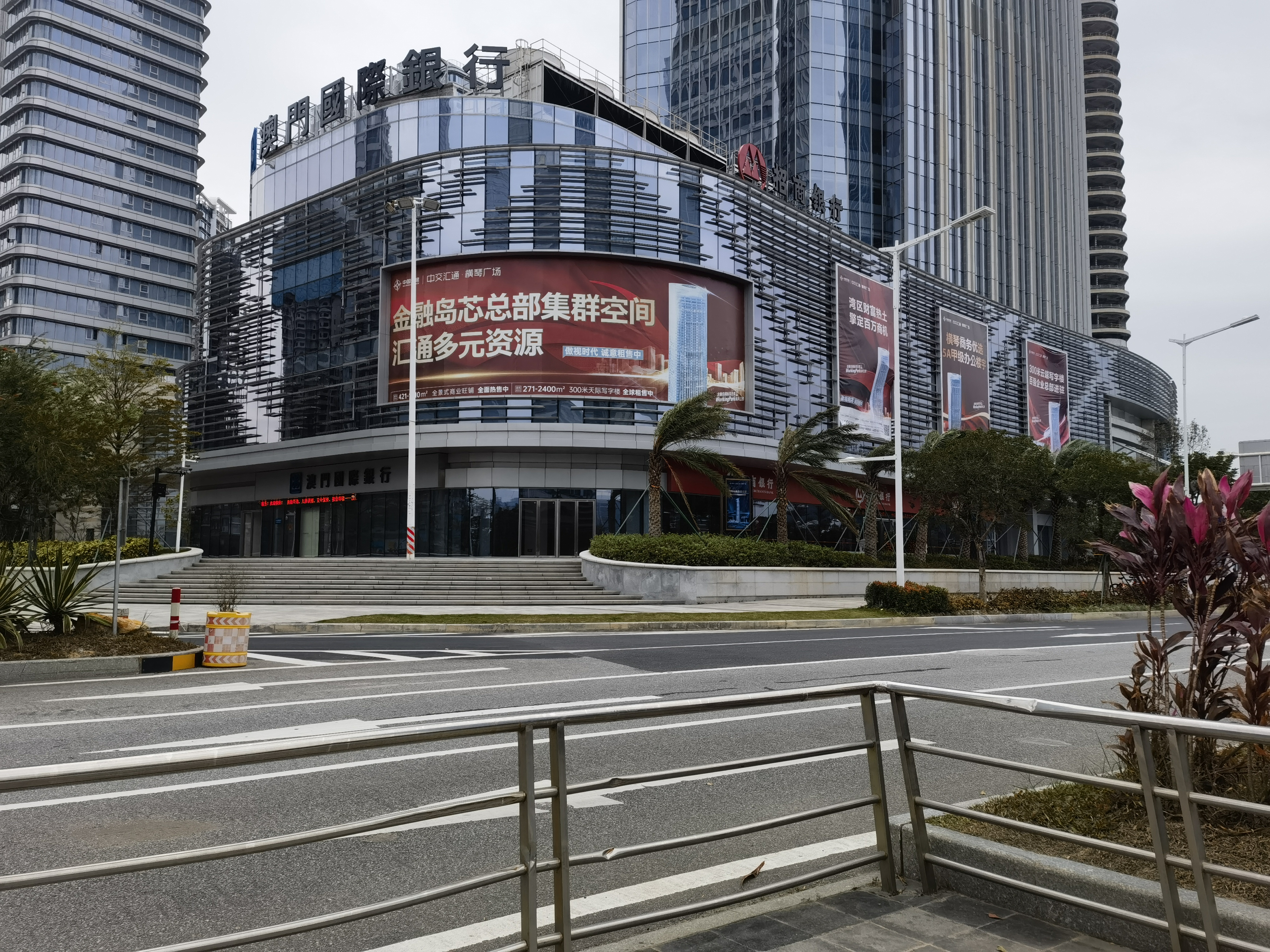
澳门国际银行横琴粤澳深度合作区支行

1985年，银行因出现挤提而面临财政危机，原股东香港泛印集团无力打救，后得到厦门国际银行的资金支持才得以解决。厦门国际银行在同年收购澳门国际银行全部股份，成为该行的全资附属机构，澳门国际银行亦成为中国首个收购的外资银行。
2015年，澳门国际银行增发133万新股。增发完成后，澳门国际银行的总股本由128万股增至261万股，厦门国际银行所持澳门国际银行股权由100%降至49%，使得该行成為以澳門資本為主體的澳門本土銀行。
2017年：内地第一家分行⸺广州分行开业。
2019年：杭州分行开业。
2019年：荣获澳门特区政府颁授“工商功绩勋章”。
2021年：横琴粤澳深度合作区支行开业，成为深合区挂牌成立后首家入驻的澳资银行。
2023年：澳门国际银行（广州分行）大厦正式开工建设。
2024年：在成立50周年之际，荣获澳门特区政府颁授“银莲花”荣誉勋章。